# Marienkapelle (Stiepelse)

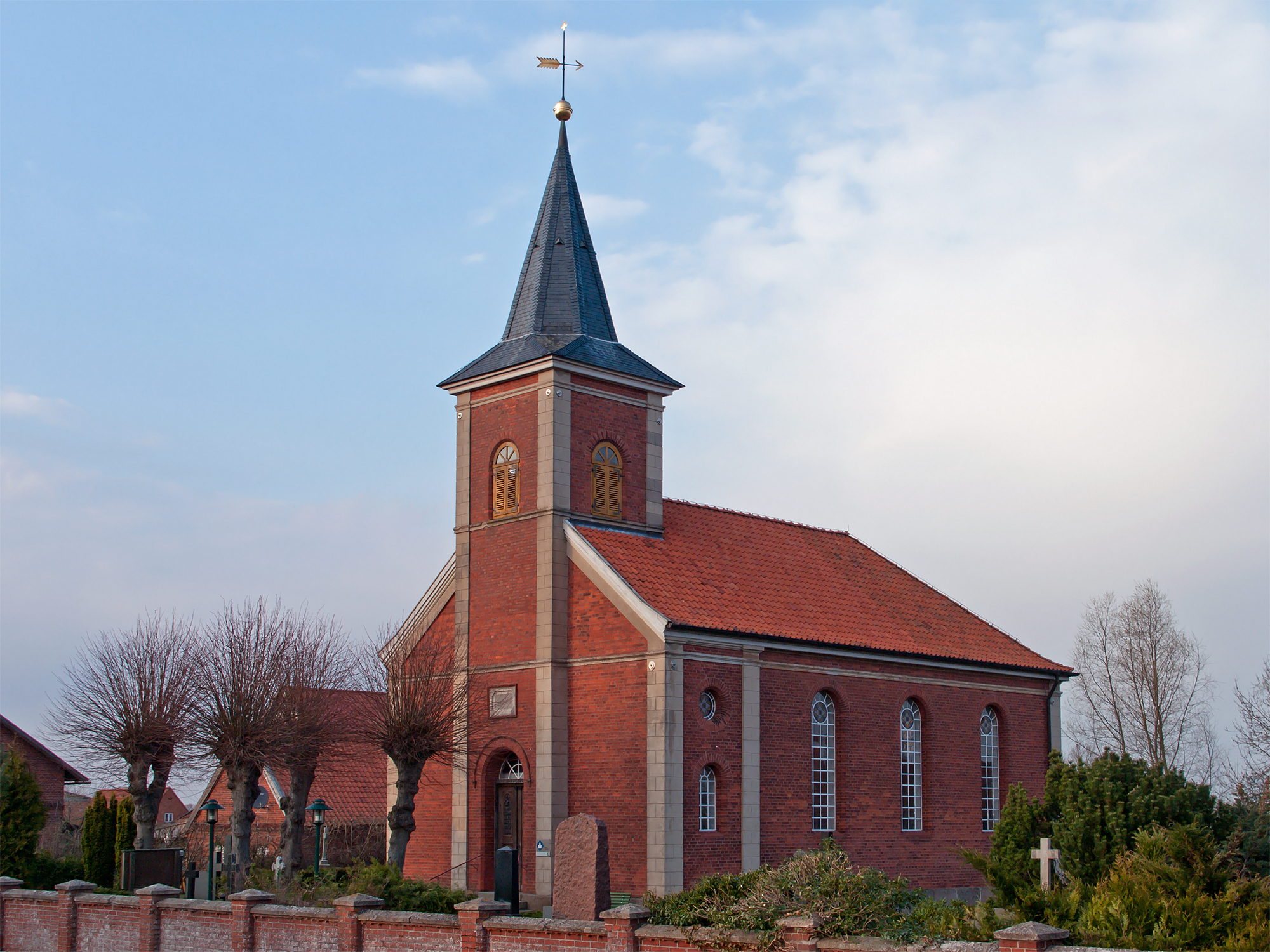
Marienkapelle in Stiepelse

Die evangelisch-lutherische Marienkapelle liegt im Ortsteil Stiepelse der Gemeinde Amt Neuhaus im niedersächsischen Landkreis Lüneburg.

## Lage
Die Marienkapelle befindet sich mitten im Ort Stiepelse wenige hundert Meter nordöstlich der Elbe und liegt direkt am Elbradweg. Das Kapellengelände ist von einer Backsteinmauer umgeben. Auf dem Gelände befinden sich vereinzelte Gräber.

## Geschichte
Vermutlich stand bereits 1206 in Stiepelse eine Kapelle. Die erste urkundliche Erwähnung einer Kapelle im Ort stammt aus dem Jahr 1668.
Der direkte Vorgängerbau wurde bei einem Brand zerstört. Der heutige Kapellenbau wurde daraufhin zwischen 1852 und 1853 errichtet. Die Einweihung erfolgte am 3. Advent 1853.
1913 wurde die Kapelle aufgrund der mangelnden Stabilität der Dachbalken polizeilich gesperrt. 1945 erlitt sie am Ende des Zweiten Weltkrieges durch Beschuss Beschädigungen.
Die Kapelle gehörte bis zur deutschen Teilung zur Pfarrei Barskamp. Dies geht darauf zurück, dass die beiden Orte vor den vom Menschen vorgenommenen Veränderungen an dem Verlauf der Elbe ab dem 13. Jahrhundert noch auf der gleichen Elbseite lagen.
Zwischen 1992 und 1997 wurde die Kapelle generalsaniert. Im Zuge dessen wurde der ursprüngliche Kanzelaltar rekonstruiert.
Die Marienkapelle gehört heute zur Kirchengemeinde Neuhaus im Kirchenkreis Lüneburg der Evangelisch-lutherischen Landeskirche Hannovers.

## Geläut
Im Dachreiter befinden sich zwei Kirchenglocken aus dem Jahr 1994 von der Glockengießerei Bachert sowie eine Schlagglocke. Die größere der beiden Glocken hat einen Durchmesser von 68,7 Zentimetern, wiegt 177 Kilogramm und hat den Schlagton d‘‘-2. Die kleinere besitzt einen Durchmesser von 55,2 Zentimetern, ein Gewicht von 109 Kilogramm und den Schlagton f‘‘-1. Die Schlagglocke wurde im 15. Jahrhundert gegossen und weist den Ton des‘‘‘-6 auf.